# Port lotniczy Stoeng Treng
Port lotniczy Stoeng Treng (IATA: TNX, ICAO: VDST) – port lotniczy położony w Stoeng Treng, stolicy prowincji Stoeng Treng w Kambodży. Obsługuje głównie loty czarterowe.